# 프레드 톰프슨
프레드 톰프슨(Fred Thompson, 1942년 8월 19일 ~ 2015년 11월 1일)은 미국의 변호사, 배우이다. 테네시주 전 공화당 상원의원이였다. 미국 대통령 후보 중 한 명이었다.

## 출연 작품

### 영화
- 붉은 10월
- 다이하드 2
- 내 사랑 컬리 수
- 사선에서(In the Line of Fire)
- 베이비 데이 아웃(Baby's Day Out)

## 역대 선거 결과
| 선거명        | 직책명                  | 대수  | 정당   | 득표율 | 득표수      | 결과 | 당락                   |
| ------------- | ----------------------- | ----- | ------ | ------ | ----------- | ---- | ---------------------- |
| 1994년 재선거 | 상원의원 (테네시 제2부) | 103대 | 공화당 | 60.44% | 885,998표   | 1위  | 테네시주 상원의원 당선 |
| 1996년 선거   | 상원의원 (테네시 제2부) | 105대 | 공화당 | 61.37% | 1,091,554표 | 1위  | 테네시주 상원의원 당선 |